# Loi concernant le cadre juridique des technologies de l'information
Lire en ligne

Texte officiel
Version annotée du SQ

La Loi concernant le cadre juridique des technologies de l'information (LCCJTI) est une loi québécoise qui vise à assurer la sécurité juridique des communications effectuées au moyen de documents électroniques.
La LCCJTI assure également l'équivalence des documents et leur valeur juridique, quels qu'en soient les supports, ainsi que l’interchangeabilité de ces derniers. La loi est en vigueur au Québec depuis le 1er novembre 2001.

## Introduction à la LCCJTI

### Le contexte
La Loi concernant le cadre juridique des technologies de l'information (RLRQ., c. C-1.1) est une législation québécoise adoptée en 2001 visant à encadrer l’utilisation des technologies de l’information dans les échanges juridiques et commerciaux.
Elle établit les principes fondamentaux pour reconnaître la validité juridique des documents technologiques et des signatures électroniques.
Cette loi facilite la transition vers des processus numériques en garantissant que les documents électroniques ont la même valeur légale que les documents papier, sous certaines conditions de fiabilité et d’intégrité.
Elle précise également les normes de conservation, d’authentification et de transmission sécurisée des informations numériques, tant pour les organismes publics que pour les entreprises privées.
L’objectif principal de cette loi est de favoriser la confiance dans les échanges électroniques et de soutenir l’innovation technologique tout en protégeant les droits des individus et des organisations.

## La portée de la LCCJTI

### L'appréciation doctrinale de la loi
Depuis 2001, plusieurs ouvrages de doctrines se sont penchés sur les dispositions de la LCCJTI.
L'ouvrage de référence, dont la position a été avalisée par la Cour d'appel, demeure toutefois La preuve technologique de Vincent Gautrais, paru en 2018 aux éditions LexisNexis Canada.

### L'interprétation jurisprudentielle
L'une des décisions clefs dans l'interprétation de la LCCJTI ne sera rendue que près de 17 ans après son entrée en vigueur, alors que la Cour d'appel du Québec s'est penchée sur une situation impliquant un conseiller financier et son client. Dans le contexte de leur relation d'affaires, le client avait procédé à des enregistrements de certaines conversations téléphoniques. L'utilisation en preuve de ces enregistrements a alors forcé la tenue d'un débat et l'interprétation de plusieurs notions contenues dans la LCCJTI.

### Résumé de la décision Benisty c. Kloda, 2018 QCCA 608

#### Faits
Charles Benisty et sa société 9083-3260 Québec inc. poursuivent Samuel Kloda, conseiller financier chez CIBC Wood Gundy, pour obtenir plus de 1 million de dollars en dommages-intérêts. Ils allèguent que Kloda aurait commis des fautes dans la gestion de comptes boursiers entre 2004 et 2008, entraînant d'importantes pertes financières. Benisty affirme également qu’une entente de remboursement aurait été conclue le 9 septembre 2008, selon laquelle Kloda s'engageait à rembourser 50 000 $ par mois pour couvrir les pertes.

#### Position des parties
- Appelants (Benisty et Québec inc.) : Soutiennent que Kloda a réalisé des transactions non autorisées, n’a pas respecté ses instructions et a causé des pertes financières. Ils invoquent aussi une entente de remboursement des pertes.
- Intimé (Kloda) : Nie toute faute, affirmant que les transactions étaient autorisées et qu'il n'y a jamais eu d'entente de remboursement. Il présente la stratégie adoptée comme un simple plan de redressement sans garantie.

#### Motifs de la Cour supérieure
- Preuve inadmissible : Les enregistrements audio présentés par Benisty sont jugés inadmissibles faute de preuve d’authenticité. Ils contenaient des interruptions et n’étaient pas fiables.
- Absence de faute : La preuve ne démontre pas que Kloda a agi sans autorisation ou qu'il a commis des fautes. Les transactions litigieuses ont été ratifiées par Benisty qui continuait à collaborer avec Kloda.
- Crédibilité : Le témoignage de Benisty est jugé contradictoire et peu fiable.
- Absence d’entente de remboursement : Le juge rejette la thèse d’un engagement formel de remboursement, considérant qu'il s’agissait d’un plan d’investissement optimiste sans garantie.

#### Décision de la Cour d’appel
La Cour d’appel du Québec confirme la décision de première instance et rejette l’appel de Benisty. Elle estime que :
- Le juge de première instance n’a commis aucune erreur manifeste dans l’appréciation de la preuve.
- Les enregistrements audio ont été correctement exclus, faute de démonstration de leur authenticité.
- Aucune faute professionnelle de Kloda n’a été prouvée.
- Il n’y avait pas d’entente de remboursement contraignante.

#### Ratio decidendi
La Cour conclut que l’appelant n’a pas respecté son fardeau de preuve pour démontrer une faute de l’intimé ou un lien de causalité entre les actes reprochés et les pertes subies. De plus, la preuve d'une entente de remboursement n’a pas été établie. L’appel est donc rejeté, avec les frais de justice imposés aux appelants.